# 柿本敏男
柿本 敏男（かきもと としお、1950年8月9日 - ）は、日本の経営者。宝酒造社長を務めた。三重県出身。

## 経歴・人物
1973年、三重県立大学水産学部を卒業し、宝酒造に入社した。2004年に常務に就任し、2010年に副社長を経て、2012年6月に社長に就任。2018年6月に副会長に就任。